# Бешуйські копальні
Бішуйські копальні (крим. Beşüy maden ocağı) — невелике вугільне родовище в Криму, Україна. Знаходиться в Бахчисарайському районі Автономної Республіки Крим, в долині річки Чуїн-Елга на північному схилі гори Бешуй-Шор. У 1918—1987 роках поряд існувало шахтарське село Шахти або Чаїр.

## Родовище
Вугілля родовища утворилося в середньоюрських сланцюватих глинах, і складає три пласти загальною потужністю до 3-3,5 метрів. Воно належить до газового вугілля, і має невисокі якісні показники: велику зольність (від 14 до 55 %), порівняно низьку питому теплоту згоряння (від 14,7 до 21,84 МДж/кг) і горить полум'ям, що коптить.
Пізніша розвідка показала, що родовище має промислове значення. Його перевірені запаси оцінили у 150 тисяч тонн, а можливі — до 2 млн тонн.

## Історія
Вперше про кам'яне вугілля у Криму повідомляв ще Петер-Симон Паллас, який досліджував нещодавно окупований та анексований Росією Крим на зламі XVIII—XIX століть, однак, тоді ці знахідки залишилися без уваги. У 1881 році геолог П. Давидов знайшов тут поклади кам'яного вугілля.
Видобуток вугілля вевся з 1919 року і був припинений межі 1940-50-х років. Крім паливного вугілля видобувався також ювелирний різновид вугілля — гагат. Вивезення вугілля здійснювалося за допомогою побудованої 1920 року Бешуйської залізниці.